# Molophilus (Molophilus) latipennis
Molophilus (Molophilus) latipennis is een tweevleugelige uit de familie steltmuggen (Limoniidae). De soort komt voor in het Australaziatisch gebied.